# 布加洛運動

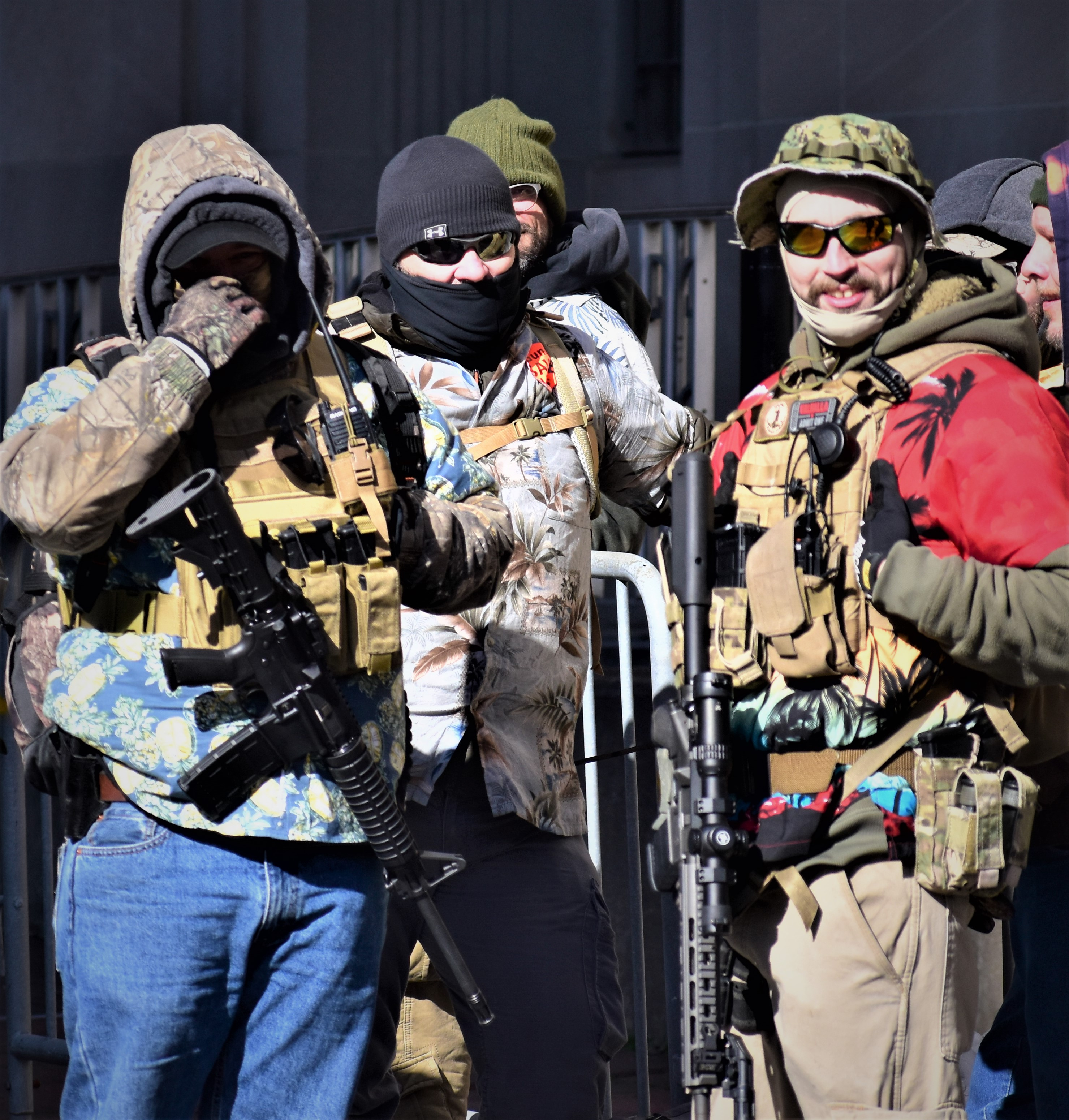
2020年1月20日維珍尼亞州列治文举行的持槍權示威活动中穿夏威夷衬衫以及軍服的布加洛运动人士

布加洛運動，其擁護者通常被称为布加洛男孩（英語：boogaloo boys/bois），是一個鬆散的美国极右翼、反政府和极端主义運動。该运动也被描述爲民兵運動。
“布加洛”一词起源于电影《霹雳舞2：电子布加洛》，布加洛運動的拥护者说，他們正在準備“美國第二次内戰”或试图煽动“美國第二次内戰”。這樣的舉措被稱作“布加洛”。2012年，“布加洛”一詞就已在图像板网站4chan上使用，但直到2019年末，該詞才引起广泛关注。布加洛運動的拥护者使用“boogaloo”（包括該詞的變體，用以避免社交媒体的過濾）表達「针对联邦政府或左翼政治反对派的暴力起义」的語義。人們估计这会随着政府没收枪支而发生。

## 成员架构
该运动組織由亲枪、反政府团体组成，但每个小组的意识形态各不相同，对种族等话题的看法也大相径庭。一些白人至上主义者或新纳粹团体认为迫在眉睫的动荡将會是一场种族战争。还有一些团体谴责种族主义和白人至上主义。該組織的絕大多數成員都是自由意志主義者，並且反對唐納·川普。
儘管該運動的某些個人反對種族主義（例如“Black Lives Matter”），但這也引起了研究人员的警惕和怀疑，因为人們不确定這些舉措是否是真实的或是有意掩蓋運動的實際目標。布加洛运动主要是在网上组织，其参与者参加了包括2020年美国反封鎖示威和乔治·弗洛伊德之死引发的示威活动。拥有全副武装的布加洛成员常常以其夏威夷襯衫的装束和軍服来识别。

## 发展
自2019年以来，布加洛运动的至少十二个人被指控犯罪，包括2020年5月和2020年6月杀害两名安全和执法人员以及与乔治·弗洛伊德抗议活动有关的事件 。2020年5月至7月间，几家公司采取行动，限制了该运动的活动及其在社交媒体和聊天平台上的可见度。2020年10月，该运动的成员也参与了密谋绑架密歇根州州长惠特默的行动。